# مری اوگه
مری اوگه (به انگلیسی: Marie Uguay) (زاده ۲۲ آوریل ۱۹۵۵-مرگ ۲۶ اکتبر ۱۹۸۱) شاعر کانادایی بود.
او در محلهٔ ویل - اِمار مونترال متولد شد. در زمانی‌که در دانشگاه کبک در مونترال به تحصیل مشغول بود، به دلیل سرطان استخوان، پای راستش را در ۲۱ سالگی از دست داد. او در اثر سرطان، در سن ۲۶ سالگی، در ۲۶ اکتبر ۱۹۸۱ درگذشت.
خانهٔ فرهنگ «مری اوگه»، به نام او از طرف شهرداری مونترال در محلهٔ زادگاهش، ویل - اِمار بنا شده‌است. 

## کودکی
نام او «مری لالُند بود، اما بعدتر نام پدربزرگ مادری‌اش را برگزید که استاد ویولون بود و دستی هم در ادبیات داشت و مری او را بسیار می‌ستود. زمانی‌که بسیار جوان بود نوشتن را آغاز کرد؛ او داستان‌هایی می‌نوشت تا خود از آنها لذت ببرد. اما خیلی زود علاقهٔ خود به شعر را کشف کرد، چراکه زندگی و چهره‌ای را که ادبیات به متن می‌بخشد، دوست داشت

## آثار

### آثار اصلی
- نشانه و نجوا (۱۹۷۶)
- مگر زندگی (۱۹۷۹)
- چهره‌نگاری از خود (۱۹۸۲) (پس از مرگ)
- مجموعه اشعار, انتشارات بورِآل ۲۰۰۵, گردآوری سه مجموعه شعر قبلی
- خاطرات, انتشارات بورِآل ۲۰۰۵ (پس از مرگ)

### آثار ترجمه‌شده به انگلیسی
- گزیده اشعار (۱۹۷۵-۱۹۸۱) (ترجمه‌ی: دانیل اسلوآت)

## پیوندها
- Centre Culturel Marie Uguay de Ville-Émard
- ترجمه‌ی دو شعر از مری اوگه به فارسی